# Leptocoma
Leptocoma és un gènere d'ocells de la família dels nectarínids (Nectariniidae).

## Taxonomia
Segons la classificació del Congrés Ornitològic Internacional (versió 2.6, 2010) aquest gènere està format per 6 espècies:
- Suimanga de carpó porpra (Leptocoma zeylonica Linnaeus, 1766)
- Suimanga menut (Leptocoma minima Sykes, 1832)
- Suimanga de gorja porpra (Leptocoma sperata Linnaeus, 1766)
- Suimanga multicolor (Leptocoma brasiliana Gmelin, JF, 1788)
- Suimanga setinat (Leptocoma aspasia Lesson, RP & Garnot, 1828)
- Suimanga de Macklot (Leptocoma calcostetha Jardine, 1842)